# Černý Orfeus
Černý Orfeus (portugalsky: Orfeu Negro) je romantická tragédie z roku 1959, kterou natočil francouzský režisér Marcel Camus. Film je natočen podle divadelní hry Orfeu da Conceição od Vinicia de Moraese, která zasazuje řeckou legendu o Orfeovi a Eurydice do současné favely v Riu de Janeiru. Snímek vznikl v mezinárodní koprodukci brazilských, francouzských a italských společností.
Film získal v roce 1959 Zlatou palmu na festivalu v Cannes, následující rok Oscara za nejlepší cizojazyčný film a Zlatý glóbus za nejlepší zahraniční film. V roce 1961 byl nominován na cenu BAFTA za nejlepší film.
Zatímco byla tato adaptace mezinárodně oslavována, Brazilci a vědci ji kritizovali za exotizaci Brazílie pro mezinárodní publikum a posilování škodlivých stereotypů.

## Děj
Moderní přenesení staré antické legendy o lásce Orfea a Eurydiky. Celý děj je přenesen do karnevalového brazilského velkoměsta Rio de Janeiro.

## Obsazení
- Breno Mello jako Orfeu
- Marpessa Dawn jako Eurydice
- Marcel Camus jako Ernesto
- Fausto Guerzoni jako Fausto
- Lourdes de Oliveira jako Mira
- Léa Garcia jako Serafina
- Adhemar da Silva jako Smrt
- Alexandro Constantino jako Hermes
- Waldemar De Souza jako Chico
- Jorge Dos Santos jako Benedito
- Aurino Cassiano jako Zeca